# Nipote stile moderno
Nipote stile moderno (Jerry's Uncle's Namesake) è un cortometraggio muto del 1914 diretto da L. Rogers Lytton e James Young.

## Trama
A causa di un articolo sul giornale, lo zio di Jerry Brown crede che il nipote sia diventato padre. Decide così di andarlo a trovare: Jerry e la moglie, per accontentare lo zio che promette di portare con sé un ricco assegno, si mettono alla ricerca di un bambino da presentargli come il loro.

## Produzione
Il film fu prodotto dalla Vitagraph Company of America.

## Distribuzione
Distribuito dalla General Film Company, il film - un cortometraggio in due bobine - uscì nelle sale cinematografiche statunitensi il 6 gennaio 1914. In Italia, venne distribuito dalla Ferrari, con visto N. 2708.
Copia della pellicola si trova negli archivi del Nederlands Filmmuseum di Amsterdam.